# Diecezja Ponce
Diecezja Ponce (łac. Dioecesis Poncensis, hiszp. Diócesis de Ponce) – rzymskokatolicka diecezja ze stolicą w Ponce, w Portoryko.
Diecezja podlega archidiecezji San Juan de Puerto Rico.

## Historia
- 21 listopada 1924 powołanie rzymskokatolickiej diecezji Ponce

## Biskupi Ponce
- Edwin Byrne (1925–1929)
- Aloysius Joseph Willinger (1929–1946)
- James Edward McManus (1947–1963)
- Luis Aponte Martínez (1963–1964)
- Juan Fremiot Torres Oliver (1964–2000)
- Ricardo Antonio Suriñach Carreras (2000–2003)
- Félix Lázaro Martinez Sch. P. (2003–2015)
- Rubén Antonio González Medina CMF (od 2015)